# ماركوس فينيسيوس دي مورايس
ماركوس فينيسيوس دي مورايس (بالبرتغالية: Marcus Vinicius de Morais‏) (25 فبراير 1974 في ساو باولو في البرازيل – )؛ هو لاعب كرة قدم سابق كان يلعب كلاعب وسط.

## وصلات خارجية
- ماركوس فينيسيوس دي مورايس على موقع رابطة كرة القدم اليابانية للمحترفين (اليابانية)
- ماركوس فينيسيوس دي مورايس على موقع قاعدة بيانات كرة القدم.إي يو (الإنجليزية)
- ماركوس فينيسيوس دي مورايس على موقع Soccerway.com (الإنجليزية)
- ماركوس فينيسيوس دي مورايس على موقع عالم كرة القدم.نت (الإنجليزية)